# 휴 말로
휴 말로(영어: Hugh Marlowe, 1911년 1월 30일 ~ 1982년 5월 2일)는 미국의 배우이다.
1911년 펜실베이니아주 필라델피아에서 태어나 1930년대에 캘리포니아의 패서디나 플레이하우스(Pasadena Playhouse)에서 연기 경력을 시작했으며 1936년 뉴욕 브로드웨이 무대에 데뷔했다. 이후 그는 1940년대~1960년대에 걸쳐 다양한 영화와 드라마에 출연하며 왕성한 활동을 펼쳤다. 1969년부터 사망할 때까지 NBC의 TV 드라마 시리즈인 《어나더 월드》에 고정 출연하기도 했다. 1982년 뉴욕에서 심근경색으로 인해 71세를 일기로 사망하였다.

## 영화
- 0011 나폴레옹 솔로 (1968년)
- 세븐 데이스 인 메이 (1964년)
- 버드맨 오브 알카트라즈 (1962년)
- 엘머 갠트리 (1960년)
- 페리 메이슨 (1957년)
- 지구 대 비행접시 (1956년)
- 카사노바의 빅 나이트 (1954년)
- 가든 오브 이블 (1954년)
- 웨이 오브 어 가우초 (1952년)
- 넬리 (1952년)
- 몽키 비지니스 (1952년)
- 황야의 역마차 (1951년)
- 미스터 빌비디어 링스 더 벨 (1951년)
- 지구 최후의 날 (1951년)
- 밤 그리고 도시 (1950년) - 애덤 역
- 이브의 모든 것 (1950년) - 로이드 리처즈 역
- 컴 투 더 스테이블 (1949년)
- 정오의 출격 (1949년)
- 스튜디오 원 (1948년)
- 파킹튼 부인 (1944년) - 존 마비 역
- 세인트 루이스에서 만나요 (1944년)
- 용커 다이아몬드 (1936년)